# Edge of Reality
Edge of Reality was een Amerikaans computerspelontwikkelaar. Het werd opgericht in 1998 en het hoofdkantoor stond in Austin, Texas. Ze ontwikkelden spellen voor de Nintendo 64, GameCube, PlayStation 2 en de Xbox.
Edge of Reality heeft in haar 16-jarige bestaan 16 speltitels uitgebracht op acht platforms, die bij elkaar meer dan 20 miljoen keer zijn verkocht.

## Geschiedenis
Het bedrijf is in 1988 opgericht door Rob Cohen (de hoofdprogrammeur van Turok: Dinosaur Hunter bij Iguana Entertainment) en Mike Panof van Paradigm Entertainment. Het bedrijf kreeg grote naamsbekendheid nadat het de spellen voor Tony Hawk porteerde naar de Nintendo 64.

## Ontwikkelde spellen
| Jaar | Titel                                | Platform                         |
| ---- | ------------------------------------ | -------------------------------- |
| 2004 | Pitfall: The Lost Expedition         | GameCube, PlayStation 2, Xbox    |
| 2004 | Shark Tale                           | GameCube, PlayStation 2, Xbox    |
| 2006 | Over the Hedge                       | GameCube, PlayStation 2, Xbox    |
| 2008 | The Incredible Hulk                  | Windows, PS2, PS3, GBA, Wii, DS  |
| 2014 | Loadout                              | Windows, PlayStation 4           |
| 2014 | Transformers: Rise of the Dark Spark | Windows, PlayStation 3, Xbox 360 |

### Ports
| Jaar | Titel                    | Platform                      |
| ---- | ------------------------ | ----------------------------- |
| 1999 | Monster Truck Madness 64 | Nintendo 64                   |
| 2000 | Spider-Man               | Nintendo 64                   |
| 2000 | Tony Hawk's Pro Skater   | Nintendo 64                   |
| 2001 | Tony Hawk's Pro Skater 2 | Nintendo 64                   |
| 2002 | Tony Hawk's Pro Skater 3 | Nintendo 64                   |
| 2003 | The Sims                 | GameCube, PlayStation 2, Xbox |
| 2009 | Dragon Age: Origins      | PlayStation 3, Xbox 360       |
| 2011 | De Sims 3: Beestenbende  | PlayStation 3, Xbox 360       |
| 2012 | Mass Effect              | PlayStation 3                 |